# Taphaeus neoclyti
Taphaeus neoclyti är en stekelart som först beskrevs av Sievert Allen Rohwer 1917.  Taphaeus neoclyti ingår i släktet Taphaeus och familjen bracksteklar. Inga underarter finns listade i Catalogue of Life.